# S.P.A. (serie televisiva)
S.P.A. è stata una sitcom italiana che ha debuttato l'11 ottobre 2012 sul canale Italia 2.
Girata all'interno del Villaggio Benessere Bellavita di Alessandria, la serie è composta da brevi episodi della durata di 5 minuti l'uno, e racconta gli intrecci di vari personaggi maschili e femminili.

## Episodi
| Stagione       | Episodi | Prima TV Italia |
| -------------- | ------- | --------------- |
| Prima stagione | 50      | 2012-2013       |